# Filip Jícha
Filip Jícha (ur. 19 kwietnia 1982 w Pilźnie) – czeski piłkarz ręczny, reprezentant kraju. Występował na pozycji lewego rozgrywającego. Obecnie trener niemieckiej drużyny THW Kiel.
Podczas mistrzostw Europy w 2010 r. w Austrii został wybrany do Siódemki gwiazd na pozycję lewego rozgrywającego, a także został uznany MVP i najlepszym strzelcem turnieju. W 6 meczach zdobył 53 bramki.
Jicha jako zawodnik był dynamiczny i zwinny. Posiadał silny i precyzyjny rzut, a także był doskonały w obronie..
W 2010 r. został wybrany najlepszym piłkarzem ręcznym na Świecie.

## Sukcesy

### Klubowe
Mistrzostwa Hiszpanii
- (2016, 2017)
- (2016, 2017)

Mistrzostwa Niemiec
- (2008, 2009, 2014, 2015)

Superpuchar Niemiec
- (2007, 2008)

Liga Mistrzów
- (2010)
- (2008, 2009)

Puchar DHB
- (2008, 2009)

Puchar EHF
- ,  (2006)

## Nagrody indywidualne
- 2009: Król strzelców Ligi Mistrzów (99 bramek)
- Mistrzostwa Europy 2010:
  - MVP Mistrzostw Europy
  - Najlepszy lewy rozgrywający ME
  - Najskuteczniejszy strzelec ME (53 bramki w 6 meczach)
- Liga Mistrzów 2010:
  - Król strzelców (108 bramek)
- Bundesliga:
  - MVP sezonu 2009/10[3]
- 2010: Piłkarz Ręczny Roku IHF. Najlepszy szczypiornista na Świecie